# Cambridge (Massachusetts)
Cambridge (em inglês:  Cambridge;  PRONÚNCIA) é uma cidade no Condado de Middlesex, no estado de Massachusetts, Estados Unidos, na área metropolitana de Boston. Foi nomeada em homenagem a Universidade de Cambridge, na Inglaterra, um importante centro da Teologia Puritana criada pelos fundadores da cidade. Cambridge é o lar de duas das universidades mais proeminentes do mundo, a Universidade de Harvard e o Instituto de Tecnologia de Massachusetts (MIT). Cambridge é uma das duas sedes de conselho de Middlesex County (Lowell é o outro).
Segundo o censo nacional de 2020, a sua população é de 120 403 habitantes e sua densidade populacional é de 18 529,4 hab/km². É a quinta cidade mais populosa do estado. Possui 47 291 residências, que resulta em uma densidade de 2 857,46 residências/km².
Um residente de Cambridge é conhecido como Cantabrigian.

## História
O local para o que mais tarde se tornaria Cambridge foi escolhido em dezembro de 1630, porque era localizado com segurança rio acima da baía de Boston, o que tornava facilmente defensável contra ataques de navios inimigos. Além disso, a água da fonte local era tão boa que os nativos americanos locais acreditavam que ela tinha propriedades medicinais. As primeiras casas foram construídas na primavera de 1631. O assentamento foi inicialmente referido como "the newe towne". Os registros oficiais de Massachusetts mostram o nome era escrito como Newe Towne em 1632. Localizado num primeiro momento entre a passagem entre o Charles River e oeste de Boston, Newe Towne foi uma das cidades (incluindo Boston, Dorchester, Watertown, e Weymouth), fundada por cerca de 700 colonizadores puritanos originários da Colônia da Baía de Massachusetts sob o governo de John Winthrop. O local original da aldeia está no coração do que é hoje a Harvard Square. O mercado onde os agricultores traziam seus produtos de cidades vizinhas para vender sobrevive até hoje como o pequeno parque na esquina da John F. Kennedy (JFK) e Streets Winthrop, então à beira de um pântano de sal, que agora encontra-se aterrado. A cidade incluía uma área muito maior do que a atual cidade, com várias áreas periféricas tornando-se cidades independentes ao longo dos anos: Newton (originalmente Vilarejo Cambridge, em seguida, Newtown) em 1688, Lexington (Fazendas Cambridge) em 1712, e ambos Oeste Cambridge (originalmente Menotomy) e Brighton (Pequena Cambridge) em 1807. Uma parte de Oeste Cambridge juntou-se à nova cidade de Belmont, em 1859, e no resto de Oeste Cambridge foi renomeado Arlington em 1867; Brighton foi anexada por Boston em 1874. No final do século XIX, vários esquemas de Cambridge anexando-se à cidade de Boston prosseguiram e foram rejeitados.
Em 1636, Harvard College foi fundado pela colônia aos ministros ferroviária e da nova cidade foi escolhida por seu site por Thomas Dudley. Em 1638, o nome "Newe Towne" tinha "compactado pelo uso em 'Newtowne'". Em maio 1638, o nome foi alterado para Cambridge, em honra da universidade em Cambridge, Inglaterra. O primeiro presidente (Henry Dunster), o primeiro benfeitor (John Harvard), e o primeiro professor (Natanael Eaton) da Harvard University Cambridge eram todos ex-alunos, como foi a decisão do então (e primeiro) governador da Colônia da Baía de Massachusetts, John Winthrop. Em 1629, Winthrop levou a assinatura do documento de fundação da cidade de Boston, que ficou conhecido como o Acordo de Cambridge, após a universidade. Foi governador Thomas Dudley, que, em 1650, assinou a carta de criação da empresa que ainda governa Harvard College.
Cambridge cresceu lentamente como uma aldeia agrícola oito milhas (13 km) pela estrada de Boston, a capital da colônia. Pela Revolução Americana, a maioria dos moradores vivia perto do Colégio Common e Harvard, com fazendas e propriedades que compreende a maior parte da cidade. A maioria dos habitantes eram descendentes dos colonos originais puritano, mas havia também uma pequena elite de anglicanos "ilustres" que não estavam envolvidos na vida da aldeia, que fez seu sustento de terras, investimentos e comércio, e viviam em mansões ao longo " Estrada para Watertown "(hoje Brattle Street, ainda conhecida como Linha Tory). Em 1775, George Washington veio da Virginia para assumir o comando de soldados voluntários inexperientes americanos acampados na Cambridge hoje Common chamado o berço do Exército dos Estados Unidos. (O nome de hoje nas proximidades Hotel Sheraton Commander refere-se a esse evento.) A maioria das propriedades Tory foram confiscados após a Revolução. Em 24 de janeiro de 1776, Henry Knox chegou com artilharia capturadas de Fort Ticonderoga, o que permitiu Washington a dirigir o exército britânico fora de Boston.
Entre 1790 e 1840, Cambridge começou a crescer rapidamente, com a construção do Boston West Bridge, em 1792, que ligava diretamente para Boston Cambridge, tornando-se mais necessário viajar oito milhas (13 km) por meio do pescoço Boston, Roxbury, e Brookline para atravessar o rio Charles. A segunda ponte, a Ponte do Canal, inaugurado em 1809 junto com o novo Canal Middlesex. A novas pontes e estradas fez o que antes eram fazendas e pântanos em prime distritos industriais e residenciais.
Em meados do século XIX, Cambridge era o centro de uma revolução literária, quando se deu ao país uma nova identidade através da poesia e da literatura. Cambridge foi o lar do famoso Fireside Poets, assim chamada porque os seus poemas, muitas vezes ser lido em voz alta por parte das famílias na frente de seus fogos à noite. Em seu dia, o Fireside Poets-Henry Wadsworth Longfellow, James Russel Lowell, e Oliver Wendell Holmes, foram tão populares e influentes como estrelas do rock são hoje.
Logo depois, turnpikes foram construídas: a Turnpike Cambridge e Concord (Broadway de hoje e Concord Ave.), A Turnpike Middlesex (Hampshire St. e Massachusetts Ave noroeste de Porter Square.), E quais são Cambridge hoje, principal e Ruas Harvard foram estradas para conectar diversas áreas de Cambridge para as pontes. Além disso, estradas de ferro atravessada na cidade durante a mesma época, levando ao desenvolvimento de Porter Square, bem como a criação da vizinha cidade de Somerville das partes anteriormente rural de Charlestown.
Cambridge foi incorporado como uma cidade em 1846. Isto apesar de as tensões visíveis entre o Oriente Cambridge, Cambridgeport, e Cambridge Velho que resultou de diferenças nas na cultura de cada região, as fontes de renda, e as origens nacionais dos moradores. centro comercial da cidade começou a mudar em Harvard Square para Central Square, que se tornou o centro da cidade em torno deste tempo. Entre 1850 e 1900, Cambridge assumiu grande parte do seu desenvolvimento do caráter bonde presente suburbana ao longo da turnpikes, com bairros de classe operária e industrial focado em East Cambridge, habitação de classe média confortável sendo construídos em propriedades de idade em Cambridgeport e Mid-Cambridge, e de classe alta enclaves perto de Harvard University e nas colinas menores da cidade. A vinda da ferrovia para o Norte e Cambridge Cambridge Noroeste, em seguida, levou a três grandes mudanças na cidade:. O desenvolvimento de olarias maciça e olarias entre Massachusetts Ave, Ave Concord. e Alewife Brook, a indústria de gelo cortando-lançado pela Frederic Tudor em Fresh Pond; ea escultura das propriedades da última em subdivisões residenciais para fornecer habitação para os milhares de imigrantes que chegavam para trabalhar nas novas indústrias.
Por muitos anos, o maior empregador da cidade foi o New England Glass Company, fundada em 1818. Em meados do século XIX foi a fábrica de vidros maiores e mais modernos do mundo. Em 1888, toda a produção foi transferida, por Edward Drummond Libbey, para Toledo, Ohio, onde continua até hoje sob o nome de Owens Illinois. Flint vidro com teor de chumbo pesado, produzido por essa empresa, é valorizada por colecionadores de antiguidades de vidro. Não há ninguém em exibição pública em Cambridge, mas há uma grande coleção no Museu de Arte de Toledo. Entre as maiores empresas localizadas em Cambridge foi a empresa da Companhia de Carter Ink, cujo sinal de néon longa adornada para o Rio Charles e que foi durante muitos anos o maior fabricante de tinta no mundo.
Em 1920, Cambridge foi uma das principais cidades industriais da Nova Inglaterra, com cerca de 120 000 residentes. Como a indústria, na Nova Inglaterra começou a declinar durante a Grande Depressão ea Segunda Guerra Mundial, Cambridge perdeu muito de sua base industrial. Ele também começou a transição para ser um intelectual, ao invés de um industrial, centro. Harvard University sempre foi importante na cidade (tanto como um proprietário de terras e como instituição), mas começou a desempenhar um papel mais dominante na vida da cidade e da cultura. Além disso, o movimento do Massachusetts Institute of Technology de Boston em 1912 garantiu status de Cambridge como centro intelectual dos Estados Unidos.
Após a década de 1950, a população da cidade começou a declinar lentamente, como as famílias tendem a ser substituídos por pessoas solteiras e casais jovens. A década de 1980 trouxe uma onda de alta tecnologia startups, criação de software, tais como Visicalc e Lotus 1-2-3, e computadores avançados, mas muitas dessas empresas entrou em declínio com a queda dos sistemas de minicomputador e baseado em DOS. No entanto, a cidade continua a ser o lar de muitas empresas iniciantes, bem como uma próspera indústria de biotecnologia. Até o final do século XX, Cambridge tinha um dos mercados imobiliários mais caros do Nordeste dos Estados Unidos.
Enquanto a manutenção da diversidade tanto na classe, raça e idade, tornou-se mais difícil para aqueles que cresceram na cidade para poder dar ao luxo de ficar. O fim do controle de aluguel, em 1994, levou muitos inquilinos Cambridge para se deslocar para habitação que foi mais acessível, em Somerville e outras comunidades. Em 2005, uma reavaliação dos valores dos imóveis residenciais resultou em um número desproporcional de casas de propriedade de não-abastados pessoas pulando em valor relativo a outras casas, com centenas ter seu imposto sobre a propriedade aumentou em mais de 100%, o que forçou muitos homeowners em Cambridge para mover em outros lugares.
A partir de 2006, Cambridge mix de conforto e proximidade com Boston manteve os preços da habitação relativamente estável.

## Geografia

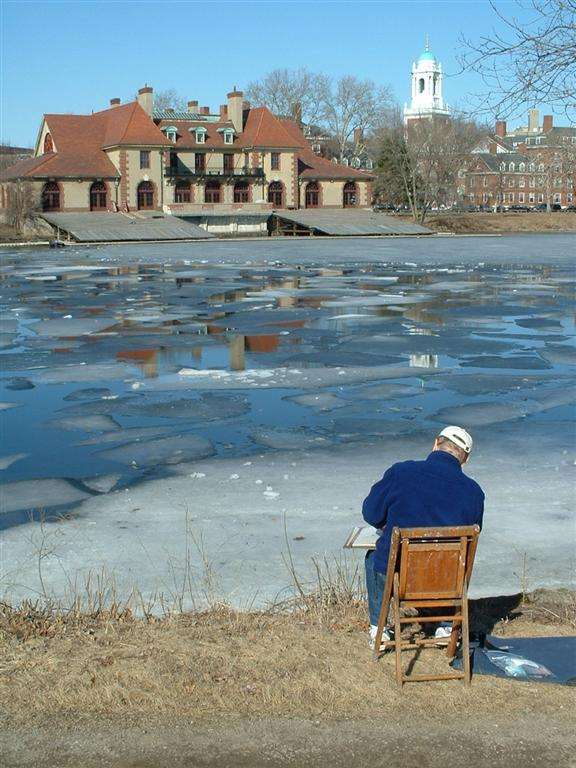

De acordo com o United States Census Bureau, Cambridge tem uma área total de 7,1 milhas quadradas (18 km²), dos quais 6,4 milhas quadradas (17 km²) dele é a terra e 0,7 quilômetros quadrados (1,8 km²) da mesma (9,82%) é da água.
Municípios limítrofes
Cambridge está localizado no leste de Massachusetts, delimitada por:
a cidade de Boston para o sul (do outro lado do rio Charles) e leste a cidade de Somerville, ao norte da cidade de Arlington para o noroeste a cidade de Belmont e a cidade de Watertown para o oeste. A fronteira entre Cambridge e da vizinha cidade de Somerville passa por bairros densamente povoados, que são ligados pela Linha Vermelha MBTA. Algumas das principais praças, Inman, Porter, e, em menor medida, de Harvard, são muito próximos à linha da cidade, assim como União Somerville e Praça de Davis.

## Bairros
Praças
Cambridge tem sido chamado de "City of Squares" por alguns, como a maioria de seus distritos comerciais são cruzamentos de rua conhecido como principais praças. Cada um dos quadrados funciona como uma espécie de centro de bairro. Estes incluem: Kendall Square, formado pela junção da Broadway, rua principal, e Third Street, também é conhecido como Tecnologia Square, um nome compartilhado com um escritório e constituição de laboratório no bairro. Apenas sobre a ponte Longfellow de Boston, no extremo leste do campus do MIT, é servido pela estação de Kendall / MIT no metrô da Linha Vermelha MBTA. A maioria dos grandes torres Cambridge do escritório estão localizados aqui, dando à área um tanto de uma sensação de parque de escritórios. A indústria florescente biotecnologia cresceu em torno desta área. O "One Kendall Square" complexo está próximo, mas, confusamente, não realmente em Kendall Square. Além disso, o "Cambridge Center" complexo de escritórios está localizada aqui, e não no centro real de Cambridge. Central Square, formado pela junção de Massachusetts Avenue, Prospect Street, e da Avenida do Ocidente, é bem conhecido por sua grande variedade de restaurantes étnicos. Recentemente, nos anos 1990 era bastante run-down, que passou por uma gentrification controverso nos últimos anos (em conjunto com o desenvolvimento da próxima University Park no MIT), e continua a crescer mais caro. É servido pela parada Estação Central do metrô da Linha Vermelha MBTA. Lafayette Square, formado pela junção de Massachusetts Avenue, Rua Columbia, Rua Sidney, e Main Street, é considerado parte da área Praça Central. Cambridgeport fica ao sul da Praça Central junto Magazine Street e a Rua Brookline.
Harvard Square, formado pela junção de Avenida de Massachusetts, Rua Brattle, e Rua JFK. Este é o local primário da Harvard University, e é uma área comercial Cambridge. É servido por uma estação da Linha Vermelha. Harvard Square foi originalmente o término noroeste da Linha Vermelha e um ponto de grande transferência de bondes que também operado em um túnel que curto ainda é um terminal de ônibus, embora a área sob a Praça foi reconfigurado drasticamente na década de 1980, quando a Linha Vermelha foi estendido. A Harvard Square área inclui Brattle Square e Eliot Square. A uma curta distância da praça encontra-se a Common Cambridge, enquanto o bairro ao norte de Harvard e no leste de Massachusetts Avenue é conhecido como Agassiz em homenagem ao famoso cientista Louis Agassiz. Porter Square, cerca de uma milha ao norte de Massachusetts Avenue de Harvard Square, é formado pela junção de Massachusetts e Avenidas Somerville, e inclui parte da cidade de Somerville. É servido pela Praça da Estação de Porter, um complexo habitacional de uma paragem da Linha Vermelha e Linha de Fitchburg parar de transporte ferroviário. Universidade Lesley, University Hall e Porter campus estão localizados em Porter Square.
Inman Square, no cruzamento das ruas Cambridge e Hampshire em Mid-Cambridge. Inman Square é o lar de muitos diversos restaurantes, bares, locais de música e boutiques. A cena de rua funk ainda tem algum dom urbana, mas vestida recentemente com iluminação pública vitoriana, bancos e paragens de autocarro. Um parque nova comunidade foi instalado e é um lugar favorito para desfrutar um pouco de comida para viagem a partir do restaurantes e sorveteria.
Lechmere Square, na junção de Cambridge e ruas Primeiro, ao lado do shopping Galleria CambridgeSide. Talvez mais conhecido como o término do norte do metrô da Linha Verde MBTA, na Estação Lechmere.
Outros bairros
Os bairros residenciais (mapa) na fronteira Cambridge, mas não são definidos pelo quadrados. Estes incluem: East Cambridge (Área 1) é limitado ao norte pela fronteira Somerville, a leste pelo rio Charles, a sul pela Broadway e Main Street, e no oeste pelas trilhas Railroad Grand Junction. Inclui o desenvolvimento NorthPoint.
MIT Campus (Área 2) é delimitada a norte pela Broadway, no sul e leste pelo rio Charles, ea oeste pelas trilhas Railroad Grand Junction.
Wellington-Harrington (Área 3) é limitado ao norte pela fronteira Somerville, no sul e oeste pelo Hampshire Street, e ao leste pela Grande Trilhos Junction.
Área 4 é limitado ao norte pelo Hampshire Street, ao sul com Massachusetts Avenue, a oeste pela Prospect Street, e ao leste pela Grande Trilhos Junction. Moradores da Área 4 muitas vezes se referem à sua vizinhança simplesmente como "A Porta", e referem-se à área de Cambridgeport e Riverside como "The Coast". Cambridgeport (Área 5) é limitado ao norte pela Massachusetts Avenue, ao sul pelo rio Charles, a oeste pelo rio Street, e no leste pelos trilhos Railroad Grand Junction. Meados de Cambridge (Área 6) é limitado ao norte por Kirkland e Hampshire Streets ea fronteira Somerville, ao sul com Massachusetts Avenue, a oeste pelo Peabody Street, e no leste pelo Prospect Street. Riverside (Área 7), uma área por vezes referido como "The Coast", é limitado ao norte pela Massachusetts Avenue, ao sul pelo rio Charles, a oeste pelo JFK Street, e no leste pelo River Street. Agassiz (Harvard Norte) (Área 8) é limitado ao norte pela fronteira Somerville, no sul e leste por Kirkland Street, e no oeste de Massachusetts Avenue. Peabody (Área 9) é limitado ao norte pela linha férrea, a sul pela Concord Street, a oeste pela linha férrea, e no leste pelo Massachusetts Avenue. A Avon Colina sub-bairro é composto por elevações mais elevadas delimitada pela estrada de Upland, Raymond Street, Lineu Street e Massachusetts Avenue.
Brattle área / West Cambridge (Área 10) é limitado ao norte pela Concord Avenida e Rua Jardim, ao sul pelo Rio Charles e da fronteira Watertown, a oeste pela Fresh Pond ea Biblioteca Branch Collins, e no leste pelo JFK Street. Ele inclui os bairros de sub-Brattle Street (anteriormente conhecido como Tory Row) e Vila Huron. North Cambridge (Área 11) é limitado ao norte pelo Arlington e fronteiras Somerville, a sul pela linha férrea, a oeste pela fronteira Belmont, e ao leste pela fronteira Somerville. Cambridge Highlands (Área 12) é delimitado a norte ea leste pela linha férrea, a sul pela Fresh Pond, e no oeste pela fronteira Belmont. Strawberry Hill (Área 13) é limitado ao norte pela Fresh Pond, ao sul pela fronteira Watertown, no oeste pela fronteira Belmont, e ao leste pela linha férrea.
Parques e ao ar livre
Consistindo basicamente de espaço residencial densamente construídas, Cambridge não tem extensões significativas nos parques públicos. Isto é em parte compensado, no entanto, pela presença de fácil acesso espaço aberto nos campi universitários, incluindo Harvard Yard e Great Lawn do MIT, bem como o considerável espaço aberto de Mount Auburn Cemetery. Na borda ocidental de Cambridge, o cemitério é bem conhecido como o cemitério jardim em primeiro lugar, para os seus habitantes ilustres, pela sua excelente paisagismo (o mais antigo paisagem planejada no país), e como um arboreto de primeira linha. Embora conhecido como um marco Cambridge, grande parte do cemitério encontra-se dentro dos limites de Watertown. É também uma significativa Importante Bird Area (IBA) na área metropolitana de Boston. Pública parque inclui a esplanada ao longo do rio Charles, que espelha o seu homólogo Boston, Cambridge Common, um parque movimentado e histórico pública imediatamente adjacente ao campus de Harvard, eo Alewife Reserva Brook e Fresh Pond na parte ocidental da cidade.

## Demografia
Segundo o censo de 2000, havia 101 355 pessoas, 42 615 agregados familiares, e 17 599 famílias que residem na cidade. A densidade populacional era 15 766,1 pessoas por milha quadrada (6 086,1 / km ²), tornando Cambridge a quinta cidade mais densamente povoados dos Estados Unidos e a segunda cidade mais densamente povoadas no Massachusetts atrás Somerville vizinhos. Havia 44 725 unidades habitacionais em uma densidade média de 6 957,1 por milha quadrada (2 685,6 / km ²). A composição racial da cidade era de 68,10% Branco, Preto 11,92% ou Africano americanos, 0,29% nativos americanos, 11,88% asiáticos, 0,08% ilhas do Pacífico, 3,19% de outras raças, e 4,56% a partir de duas ou mais raças. 7,36% da população eram hispânicos ou latinos de qualquer raça. Este sim se aproxima bastante da média demografia racial dos Estados Unidos como um todo, apesar de Cambridge tem asiáticos significativamente mais do que a média, e hispânicos menos e caucasianos. 11,0% foram do irlandês, Inglês 7,2%, 6,9% italianos, 5,5% das Índias Ocidentais e 5,3% ascendência alemã segundo o Censo 2000. 69,4% falava Inglês, Espanhol 6,9%, 3,2% chinês ou mandarim, 3,0% Português, 2,9% francês crioulo, francês de 2,3%, 1,5% da Coréia, e 1,0% italiano como sua primeira língua. Havia 42.615 domicílios, dos quais 17,6% tinham crianças com menos de 18 anos que vivem com eles, 29,1% eram casados casais que vivem juntos, 9,7% tiveram um proprietário fêmea com nenhum presente do marido, e 58,7% eram não-famílias. 41,4% de todas as casas foram feitas por pessoas físicas e 9,2% tiveram alguém viver sozinho quem era 65 anos de idade ou mais. O tamanho médio da casa era 2,03 e o tamanho médio da família era 2.83. Na cidade a população foi espalhada para fora com 13,3% sob a idade de 18 anos, 21,2% 18-24, 38,6% de 25 a 44, 17,8% 45-64, e 9,2% que foram 65 anos de idade ou mais. A idade média foi de 30 anos. Para cada 100 mulheres, havia 96,1 homens. Para cada 100 mulheres de 18 anos, havia 94,7 homens. A renda mediana para uma casa na cidade era $ 47 979, ea renda mediana para uma família era $ 59 423 (estes valores subiram para $ 58 457 e $ 79 533, respectivamente, como de uma estimativa de 2007). Os homens tiveram uma renda mediana de $ 43 825 contra $ 38 489 para mulheres. A renda per capita da cidade era $ 31 156. Cerca de 8,7% das famílias e 12,9% da população estavam abaixo da linha da pobreza, incluindo 15,1% de menores de 18 anos e 12,9% daqueles com 65 anos ou mais. Cambridge foi classificada como uma das cidades mais liberais nos Estados Unidos. Seus moradores jocosamente se referem a ele como "A República Popular de Cambridge". Seu ano fiscal de 2007 taxa de imposto residencial de propriedade, $ 7,48 por $ 1 000 de valoração, é um dos mais baixos em Massachusetts. Cambridge conta com o rating de crédito mais alto possível de títulos, AAA, com todas as três agências de classificação de parede Street. Cambridge é conhecida por sua população diversificada, tanto racialmente e economicamente. Moradores, conhecido como Cantabrigians alcance, do MIT afluente e professores de Harvard aos imigrantes. As primeiras aplicações legais nos Estados Unidos para licenças de casamento do mesmo sexo foram emitidas a Prefeitura da cidade de Cambridge. Cambridge é também o berço do rei tailandês Bhumibol Adulyadej (Rama IX), que é o maior monarca reinante do mundo aos 82 anos (2010), bem como o maior monarca reinante na história tailandesa. Ele também é o primeiro rei de um país estrangeiro para nascer nos Estados Unidos.

## Governo
Cambridge faz parte do 8 º distrito congressional de Massachusetts, representada pelo democrata Mike Capuano, eleito em 1998. Membro sênior do estado do Senado dos Estados Unidos é o democrata John Kerry, eleito em 1984. Membro júnior do Estado é republicano Scott Brown, eleito em 2010 para preencher a vaga causada pela morte de longa data o senador democrata Ted Kennedy. O Governador de Massachusetts é democrata Deval Patrick, eleito em 2006 e reeleito em 2010. Em nível estadual, Cambridge é representado em seis distritos na Câmara dos Representantes de Massachusetts: a Middlesex 24 (que inclui partes de Belmont e Arlington), a Middlesex dias 25 e 26 (este último, que inclui uma porção de Somerville), a Middlesex 29 (que inclui uma pequena parte de Watertown), e do oitavo e nono Suffolk (ambas as partes, incluindo da cidade de Boston). A cidade é representada no Senado de Massachusetts, como parte do "Primeiro Suffolk e Middlesex" distrital (este contém peças de Boston, Revere e Winthrop cada um em Suffolk County), o "Middlesex, Suffolk e Essex" do distrito, que inclui Everett e Somerville, com Boston, Chelsea, e Revere de Suffolk, e Saugus em Essex, e do "Second Suffolk e Middlesex" distrito, contendo partes da cidade de Boston no Condado de Suffolk, e Cambridge, Belmont e Watertown no condado de Middlesex. Além de Polícia Departamento de Cambridge, a cidade é patrulhada pela Barracks Quinta (Brighton) de Tropa H da Polícia do Estado de Massachusetts. Devido, no entanto, à proximidade, a cidade também práticas de cooperação funcional com o quarto lugar (Boston Barracks) de Tropa H, também.
Governo Municipal
Cambridge tem um governo da cidade dirigida por um prefeito e nove membros Câmara Municipal. Há também um Comitê Escolar de seis membros, que funciona ao lado do superintendente de escolas públicas. Os vereadores membros da comissão e da escola são eleitos a cada dois anos usando o voto único transferível (STV) do sistema. Desde a dissolução da cidade de Nova York Conselhos Escolares Comunidade em 2002, o Conselho Cambridge agora é incomum, sendo o único organismo que rege em os Estados Unidos ainda usam STV. uma vez que um processo laborioso que levou vários dias para completar a mão, a triagem de voto e cálculos para determinar o resultado das eleições agora são rapidamente realizados por computador, depois os votos foram digitalizados. O prefeito é eleito pelos vereadores de entre si, e serve como presidente do Conselho Municipal de reuniões. O prefeito também faz parte do Comitê Escolar. No entanto, o prefeito não é o Chefe do Executivo da cidade. Em vez disso, o Gerente de Cidade, que é nomeado pela Câmara Municipal, serve nessa capacidade. Sob a forma da cidade de E Plano de governo o conselho da cidade não tem o poder de nomear ou destituir os funcionários municipais que estão sob a direção do gerente de cidade. O conselho da cidade e seus membros individuais também estão proibidos de dar ordens a qualquer subordinado do gerente de cidade. Atualmente, Robert W. Healy é o Gerente de Cidade, ele atuou na posição desde 1981. O conselho da cidade consiste em:
- Burhan Azeem[4]
- Dennis J. Carlone[5]
- Alanna M. Mallon[6]
- Marc C. McGovern[7]
- Patricia M. Nolan[8]
- Sumbul Siddiqui[9]
- E. Denise Simmons[10]
- Paul F. Toner[11]
- Quinton Y. Zondervan[12]

## Educação
As Escolas Públicas de Cambridge gerencia escolas públicas.